# Saint-André-de-Briouze
Saint-André-de-Briouze és un municipi francès situat al departament de l'Orne i a la regió de Normandia. L'any 2007 tenia 182 habitants.

## Demografia

### Població
El 2007 la població de fet de Saint-André-de-Briouze era de 182 persones. Hi havia 72 famílies de les quals 20 eren unipersonals (12 homes vivint sols i 8 dones vivint soles), 20 parelles sense fills, 28 parelles amb fills i 4 famílies monoparentals amb fills.
La població ha evolucionat segons el següent gràfic:
Habitants censats

### Habitatges
El 2007 hi havia 91 habitatges, 72 eren l'habitatge principal de la família, 13 eren segones residències i 6 estaven desocupats. 89 eren cases i 1 era un apartament. Dels 72 habitatges principals, 57 estaven ocupats pels seus propietaris, 14 estaven llogats i ocupats pels llogaters i 1 estava cedit a títol gratuït; 1 tenia una cambra, 8 en tenien dues, 11 en tenien tres, 26 en tenien quatre i 26 en tenien cinc o més. 44 habitatges disposaven pel capbaix d'una plaça de pàrquing. A 34 habitatges hi havia un automòbil i a 33 n'hi havia dos o més.

### Piràmide de població
La piràmide de població per edats i sexe el 2009 era:
| Homes | Edats   | Dones |
| ----- | ------- | ----- |
| 0     | 95 o +  | 0     |
| 0     | 90 a 94 | 0     |
| 4     | 85 a 89 | 8     |
| 0     | 80 a 84 | 0     |
| 8     | 75 a 79 | 8     |
| 0     | 70 a 74 | 0     |
| 4     | 65 a 69 | 0     |
| 4     | 60 a 64 | 8     |
| 0     | 55 a 59 | 0     |
| 12    | 50 a 54 | 8     |
| 16    | 45 a 49 | 12    |
| 8     | 40 a 44 | 8     |
| 4     | 35 a 39 | 0     |
| 4     | 30 a 34 | 12    |
| 4     | 25 a 29 | 0     |
| 8     | 20 a 24 | 4     |
| 12    | 15 a 19 | 12    |
| 4     | 10 a 14 | 4     |
| 12    | 5 a 9   | 4     |
| 8     | 0 a 4   | 4     |

## Economia
El 2007 la població en edat de treballar era de 116 persones, 94 eren actives i 22 eren inactives. De les 94 persones actives 86 estaven ocupades (51 homes i 35 dones) i 8 estaven aturades (6 homes i 2 dones). De les 22 persones inactives 7 estaven jubilades, 6 estaven estudiant i 9 estaven classificades com a «altres inactius».

### Ingressos
El 2009 a Saint-André-de-Briouze hi havia 74 unitats fiscals que integraven 193,5 persones, la mediana anual d'ingressos fiscals per persona era de 14.205 €.

### Activitats econòmiques
Dels 5 establiments que hi havia el 2007, 3 eren d'empreses de construcció i 2 d'empreses de transport.
Dels 3 establiments de servei als particulars que hi havia el 2009, 2 eren fusteries i 1 lampisteria.
L'any 2000 a Saint-André-de-Briouze hi havia 23 explotacions agrícoles que ocupaven un total de 910 hectàrees.

## Poblacions més properes
El següent diagrama mostra les poblacions més properes.